# Perach
Perach är en kommun och ort i Landkreis Altötting i Regierungsbezirk Oberbayern i förbundslandet Bayern i Tyskland.
Kommunen ingår i kommunalförbundet Reischach tillsammans med kommunerna Erlbach och Reischach.